# تمیر، قزاقستان
تمیر (به قزاقی: Temir) یک منطقهٔ مسکونی در قزاقستان است که در تمیر واقع شده‌است.